# Micaria logunovi
Micaria logunovi är en spindelart som beskrevs av Zhang, Song och Zhu 200. Micaria logunovi ingår i släktet Micaria och familjen plattbuksspindlar. Inga underarter finns listade i Catalogue of Life.